# Малу-Рошу (Прахова)
Малу-Рошу (рум. Malu Roșu) — село у повіті Прахова в Румунії. Входить до складу комуни Чептура.
Село розташоване на відстані 72 км на північ від Бухареста, 27 км на північний схід від Плоєшті, 138 км на захід від Галаца, 86 км на південний схід від Брашова.

## Населення
За даними перепису населення 2002 року у селі проживали 256 осіб, усі — румуни. Усі жителі села рідною мовою назвали румунську.